# Engelska villan, Uppsala

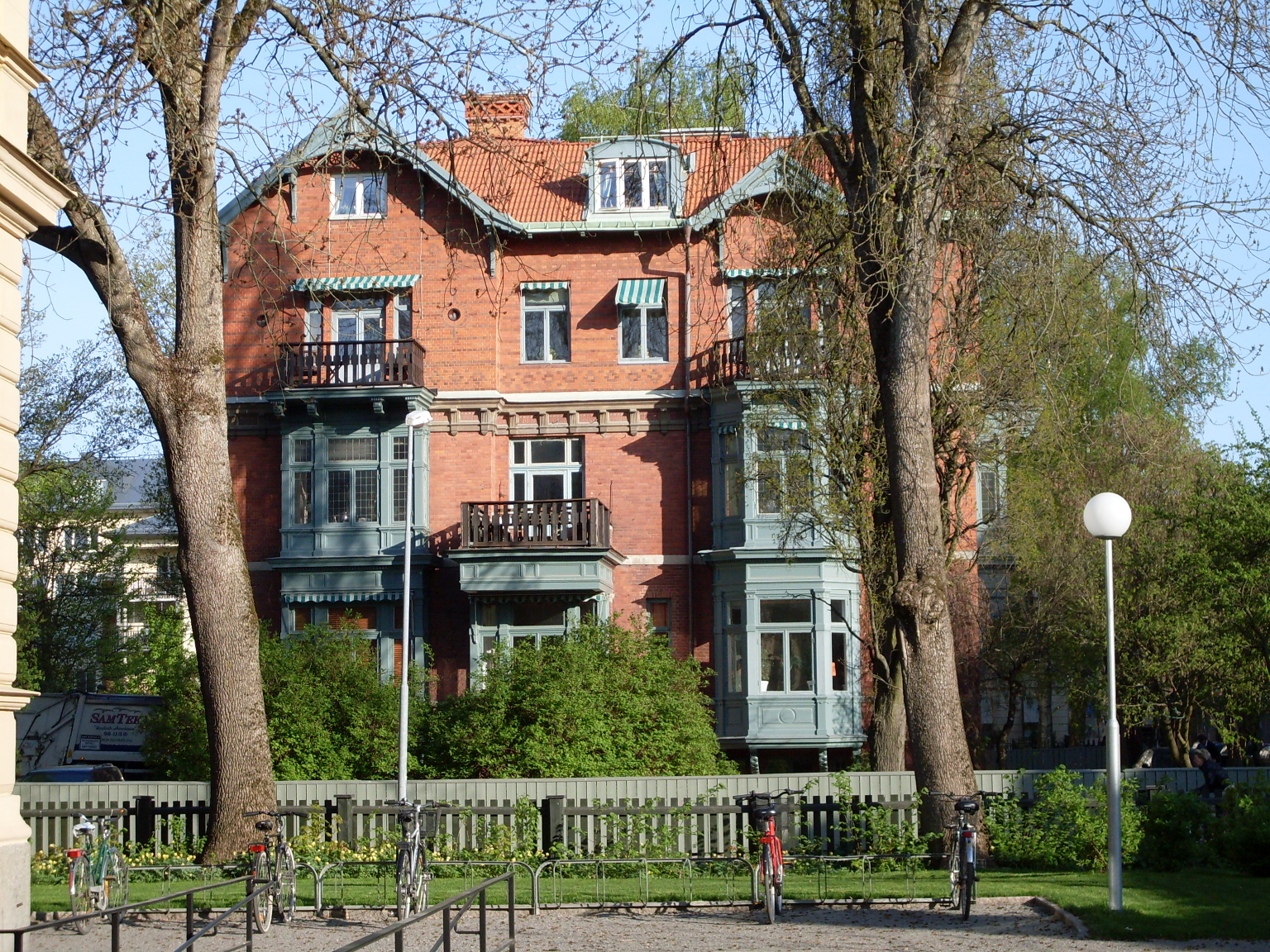
Engelska villan, i korsningen Trädgårdsgatan/Slottsgränd.

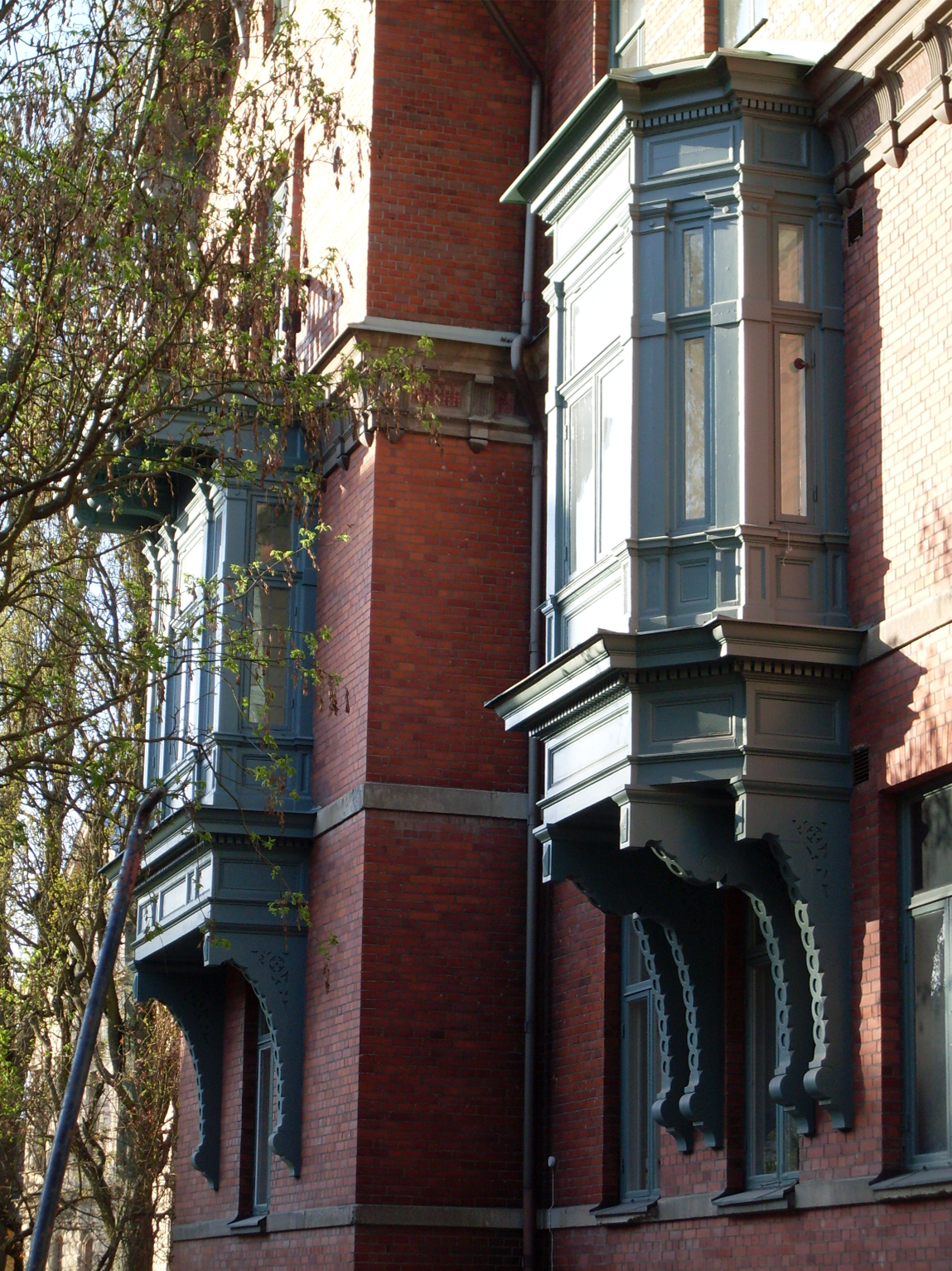
Burspråk på fasaden mot Trädgårdsgatan.

Engelska villan är en byggnad i centrala Uppsala i korsningen Trädgårdsgatan/Slottsgränd, intill Gästrike-Hälsinge nation.
Villan uppfördes efter ritningar 1887-1888 av arkitekten Adrian Crispin Peterson för paret Oscar och Florence Quensel. 

## Tillkomst
Adrian Crispin Peterson hade tidigare arbetat som e.o. arkitekt på Kungliga Överintendentsämbetet inför att Katedralskolan och Rektorsgården skulle uppföras. Därefter stannade han i Uppsala fram till 1872 och stod som ansvarig arkitekt för renoveringen av en majoritet av Uppsalas nationer. Efter 1872 flyttade Adrian Crispin Peterson till Göteborg där han bland annat började arbeta för affärsfamiljen Dickson. När Florence Dickson skulle gifte sig med Oscar Quensel var arkitekten A.C. Peterson ett naturligt val, trots att han flyttat från Uppsala.
Villan uppfördes i rött tegel och gröna burspråk i trä i tre våningar, källare och vind, och var planerad som ett klassiskt hem för en välbärgad familj under slutet av 1800-talet. I källarvåningen fanns köket, medan bottenvåningen bestod av entré, bibliotek, matsal, Oscar Quensels kontor och betjäntens rum. På våningen en trappa upp fanns parets sovrum, förmak, budoir, toilette-rum, badrum och linnerum. Tredje våningen bestod av barnkammare, sonen Percys rum, gästrum, jungfrukammare, guvernantens rum och skolsal och toalett.

## Den tänkta donationen 1916
Efter att Oscar Quensel avlidit 1915 och Florence Quensel blev änka hade hon som tanke att donera villan till Uppsala kvinnliga studentförening. För att det skulle vara möjligt för föreningen att förvalta villan, stå för räkningar och eventuella ombyggnadskostnader för att göra om villan till studenthem behövde Florence först säkra ekonomin. 
I Uppsala spreds därefter rykten om att Florence ska ha satt som krav på föreningen att om de mottog donationen skulle inte en endaste man få beträda tröskeln. Därtill sades det att Uppsala kvinnliga studentförening hade nekat donationen av just denna anledningen - att de ville kunna ta in sina fästmän i byggnaden. Under tiden var det oerhört opassande att ha förhållanden utan äktenskap, varför ryktet om att Uppsala kvinnliga studentföreningens medlemmar betedde sig opassande och skandalöst skadade föreningen anseende. 
Florence drog tillbaka tanken på att donera villan eftersom hon inte lyckats säkra ekonomin kring donationen. I Uppsalakretsar sågs det som ett bevis på Uppsala kvinnliga studentförenings skandalösa leverne. Flera medlemmar blev påhoppade i staden med skällsord efter detta. I brev mellan föreningens ordförande och Florence Quensel är bilden dock klar, det hela var ett missförstånd som växt sig alldeles för stort. Uppsala kvinnliga studentförenings ordförande skriver 1916 att hon hoppas att detta rykte ska dö ut med tiden, och att hon hoppas att det går över snart.

## Engelska villan i litteraturen om Uppsalas bebyggelse
Villan är en udda fågel bland Uppsalas bebyggelse. Det gör att den ofta är omskriven, om än i förbifarten. All litteratur som nämner villan under 1900-talet hänvisar till anekdoten om att Uppsala kvinnliga studentförening ville kunna ta in sina fästmän i byggnaden och att Florence Quensel, som fru till en präst och teologiprofessor, därför drog tillbaka donationen. 
Breven i Uppsala kvinnliga studentförenings arkiv på Uppsala universitetsbibliotek berättar däremot en annan historia. 

## Villans senare öden
När Florence Quensel flyttade till Djursholm sålde hon Engelska villan 1918 och de nya ägarna byggde om den totalt. Varje våning blev en separat lägenhet och studentrum byggdes på vinden. Huset fick också en ny entré mot norr, den som används idag. Efter renoveringen såldes villan och redan tio år senare, 1928, totalrenoverades villan igen. Huvudentrén som ursprungligen fanns i mitten av byggnaden åt söder gjordes då om till ett burspråk, fasaderna åt norr och väster byggs också om medan fasaden mot öster bevaras. 
Nu för tiden finns en lägenhet i vindsvåningen som hyrs ut, resterande tre våningar hyrs ut åt företag.